# Вайнштейн, Сергей Евгеньевич
Сергей Евгеньевич Вайнштейн (род. 13 сентября 1978, Челябинск) — российский политический и государственный деятель, предприниматель-миллиардер.
Депутат Государственной Думы Федерального Собрания Российской Федерации VI созыва. Совладелец холдинга УК Промышленные инвестиции, член Либерально-демократической партии России. Сын президента Федерации бокса Урала Евгения Вайнштейна.

## Биография
Родился Сергей Евгеньевич Вайнштейн в Челябинске. Был младшим сыном тренера по боксу Евгения Вайнштейна. В 1996 году поступил в Московский университет коммерции по специальности «мировая экономика», который окончил в 2001 году. В том же 2001 был назначен председателем совета директоров Орского завода металлоконструкций. В 2003 году назначен заместителем председателя совета директоров ОАО «Златоустовского металлургического завода». В 2006 году стал генеральным директором ЗАО "Управляющая компания «Промышленные инвестиции».
В 2011 году Сергей был избран депутатом Государственной Думы в составе федерального списка ЛДПР. В 2016 году в упорной борьбе проиграл Олегу Алексеевичу Колесникову . После поражения на выборах не ведёт активной политической деятельности, занимается бизнесом.
Доход семьи Сергея Вайнштейна в 2015 году составил 851 млн рублей, что позволило ему занять 7 место в рейтинге Forbes «Власть и деньги». Примечательно, что шестое место занял другой представитель Челябинской области в Федеральном собрании Российской Федерации, депутат ГД шестого созыва Александр Николаевич Некрасов.